# کالمان سوری
کالمان سوری (مجاری: Kálmán Szury; ۴ فوریهٔ ۱۸۸۹ – ۱۲ آوریل ۱۹۱۵) بازیکن فوتبال اهل مجارستان بود.
وی همچنین در تیم ملی فوتبال مجارستان بازی کرده‌است.